# Euxoa glabella
Euxoa glabella là một loài bướm đêm trong họ Noctuidae.